# Phymata
Genre
Phymata est un genre d'insectes hémiptères du sous-ordre des hétéroptères (punaises), de la famille des Reduviidae, de la sous-famille des  Phymatinae et de la tribu des Phymatini.

## Historique et dénomination
Le genre Phymata a été décrit par l'entomologiste français Pierre André Latreille en 1802.

### Synonymie
- Acanthia Panz.
- Syrtis, Fabb.

### Nom vernaculaire
- Phymate[2].

## Taxinomie
Liste des espèces
- Phymata albopicta Handlirsch, 1897
- Phymata americana Melin, 1930
- Phymata arctostaphylae Van Duzee, 1914
- Phymata borica Evans, 1931
- Phymata crassipes Fabricius, 1775
- Phymata fasciata Gray, 1832
- Phymata granulosa Handlirsch, 1897
- Phymata luteomarginata Kormilev, 1957
- Phymata luxa Evans, 1931
- Phymata maculata Kormilev, 1957
- Phymata noualhieri Handlirsch, 1897
- Phymata pacifica Evans, 1931
- Phymata pallida Kormilev, 1957
- Phymata pennsylvanica Handlirsch, 1897
- Phymata rossi Evans, 1931
- Phymata saileri Kormilev, 1957
- Phymata salicis Cockerell, 1900
- Phymata vicina Handlirsch, 1897